# 丹·卡斯泰拉内塔
丹尼尔·路易斯·卡斯泰拉内塔（英語：Daniel Louis Castellaneta，/ˌkæstələˈnɛtə/，1957年10月29日—）是一名美國演員、喜劇演員和作家。他最知名的是為動畫系列《辛普森一家》中霍默·辛普森配音（以及該劇中的其他角色，例如辛普森爺爺、巴尼·冈布尔、小丑库斯提、威利校管、乔·昆比和汉斯·莫尔曼）。卡斯泰拉內塔還因在尼克兒童頻道的《大頭仔天空》中為菲爾爺爺配音而知名，並在其他一些節目中擔任過配音角色，包括《飛出個未來》、《Sibs》、《狡猾飛天德》、《Dynamo Duck》、《新蝙蝠俠》、《回到未來》、《阿拉丁》、《Earthworm Jim》和《躁狂塔斯》。
1999年，他出現在聖誕特別節目《馴鹿奧利弗》中，並因其飾演的郵差而獲得安妮獎。卡斯泰拉內塔發行了一張喜劇專輯《我不是荷馬》，並撰寫和主演了一部名為《Where Did Vincent van Gogh?》的個人表演。